# Carlos Roa
Carlos Roa (* 15. August 1969 in Santa Fe, Argentinien) ist ein ehemaliger argentinischer Fußballtorhüter und heutiger Torwarttrainer.

## Spielerkarriere
Der wegen seiner veganen Ernährungsweise von Kollegen und Fans oft als „Der Salat“ bezeichnete Torhüter startete seine Profikarriere 1988 beim heimatlichen Racing Club Avellaneda. Bei einer Afrika-Tournee seines Vereines infizierte sich Roa 1990 mit Malaria. 1994 ging er zum CA Lanús, mit dem er 1996 die Copa Conmebol gewann. Danach wechselte er nach Europa zu RCD Mallorca und holte 1998 mit dem Klub die Supercopa de España.
1998 war er auch Torhüter der argentinischen Fußballnationalmannschaft bei der Fußball-Weltmeisterschaft in Frankreich. Roa ließ dabei in der Vorrunde keinen Gegentreffer zu und sorgte im Achtelfinale beim Elfmeterschießen, in dem er bemerkenswerterweise eine gelbe Karte sah, mit zwei gehaltenen Schüssen von Paul Ince und David Batty für das Ausscheiden der englischen Mannschaft.
Nach dem Turnier zeigte sich Manchester United an Carlos Roa interessiert und bot seinem Verein einen Millionenbetrag. Doch Roa erklärte 1999 überraschend seinen Rücktritt vom Sport, weil er sich als Mitglied der Siebenten-Tags-Adventisten nicht mehr imstande sah, am Samstag (Sabbat) zu spielen.
2000 strebte Roa aber zurück ins Stadion und wechselte von Mallorca aufs spanische Festland zu Albacete Balompié. Roas Comeback wurde jedoch von einer Hodenkrebs-Erkrankung gestoppt. Nach langwieriger Therapie und Genesung war Roa ab 2004 zunächst als Torwarttrainer in der dritten spanischen Segunda División B tätig und kehrte 2005 als Torhüter von Olimpo de Bahía Blanca in Argentiniens Primera División zurück.

## Trainerkarriere
Nach dem Ende seiner aktiven Laufbahn arbeitete Roa als Torwarttrainer. Zunächst war er ab 2008 bei zwei unterklassigen argentinischen Klubs tätig, ehe er im Jahr 2011 in der gleichen Rolle bei der zweiten Mannschaft von River Plate Montevideo in Uruguay arbeitete. Im Jahr 2015 holte ihn Matías Almeyda als Torwarttrainer zu Deportivo Guadalajara nach Mexiko. Im Sommer 2018 verließ das Gespann den Verein und heuerte einige Monate später bei den San José Earthquakes in den Vereinigten Staaten an.